# Keö
Keö är en ö i Bohuslän belägen norr om Bohus-Malmön mellan Lysekil och Kungshamn.
På öns östra sida finns en naturhamn som ger ett bra skydd mot västliga vindar. Hamnen finns utmärkt i Svenska Kryssarklubbens hamnbeskrivningar.
Keös västsida består mestadels av klippor som brant sluttar ut i Örnfjorden, medan öns inre delar till stor del utgörs av ängsmark. Sommartid betas ängarna av både får och kor.
Under 1800-talets sillperioder uppfördes ett trankokeri på öns nordsida. Fortfarande kan man beskåda kokeriets stengrund.